# NGC 4720
NGC 4720 este o galaxie lenticulară situată în constelația Fecioara. A fost descoperită în 22 februarie 1787 de către William Herschel. Se află la o distanță de 25,68 de megaparseci de Pământ.